# Umbiram
Umbiram är en ort i Australien. Den ligger i kommunen Toowoomba och delstaten Queensland, omkring 130 kilometer väster om delstatshuvudstaden Brisbane. Antalet invånare är 249.
Runt Umbiram är det mycket glesbefolkat, med 7 invånare per kvadratkilometer.. Närmaste större samhälle är Westbrook, omkring 11 kilometer nordost om Umbiram. 
I omgivningarna runt Umbiram växer huvudsakligen savannskog. Genomsnittlig årsnederbörd är 949 millimeter. Den regnigaste månaden är januari, med i genomsnitt 191 mm nederbörd, och den torraste är september, med 31 mm nederbörd.